# 朱鷺の墓
『朱鷺の墓』（ときのはか）は五木寛之の小説、またそれを原作とした派生作品である。小説は『婦人画報』に1968年3月号から途中休載を挟んで、1976年5月号までに連載されて全体は4章に分かれている。 
日露戦争下の城下町金沢を舞台に、美貌の芸妓・染乃とロシア貴族出身の青年将校イワーノフとの恋の行方を描いた作品。そこかしこに男女の性への執着を執拗に織り交ぜながらも、日本が軍事的にアジア大陸へ向かっていく20世紀初頭の時代にあって、一人の女が強靭な愛を貫く運命を壮大なスケールで描いている。『婦人画報』連載途中より話題となり、テレビドラマや演劇にもなった。
作品名には「朱鷺の墓」とあるが、物語中では実際の朱鷺は登場しない。

## 小説
- 空笛の章： 5歳で金沢の花街へ売られて芸妓になった染乃が日露戦争（1904-05年）の捕虜たちへ慰問したが、戦争で息子たちを失くした民衆に襲われた処を捕虜の貴族出のロシア人アレクサンドル・イワーノフに救われたことが契機で彼と結婚する。彼が戦争終結でロシアへ帰っている間に、染乃は他の日本海の都市の赤線地域へ売られ、しかし金沢の幼馴染の機一郎に救われた。そこを脱出したのち東京でイワーノフに会うが、さらにウラジオストクへ売られてしまう。
- 風花の章： ウラジオストクで自由になった染乃は、ナホトカの中華料理店で働きながらイワーノフを探し続け、ニコライ2世下のストルイピン首相を暗殺しようとしたテロリスト一味の一員だった罪でイルクーツクに流刑中のイワーノフを探し出してやっと会い、出所した彼とウラジオへ帰る。ナホトカへ紹介されて、中国人に助けられてレストランで成功するが、十月革命なったロシアへシベリア出兵する日本軍から圧力を受けて、スパイ兼殺し屋となった幼馴染の機一郎と三人でノルウェー船に乗ってペトログラードへ脱出する。
- 愛怨の章： ペトログラードでイワーノフは妹のナターシャに会い、貴族である両親はブルガリアに逃れて、ナターシャは反ロシア革命派のスパイになっていた。イワーノフは以前のテロリスト仲間にさそわれるが、二人は両親を探しにブルガリアのソフィアへ行っても手がかりがなく、そこから遠く離れた修道院へ留まる。修道院を出発し、ウィーンからプラハを経てパリへ移り、しばらくは以前のナホトカの中華料理屋と関係がある所で働く。しかしイワーノフが昔のテロリスト仲間に追われることとなり、二人はマルセーユから日本へ逃れる。
- 流水の章：しばらくは金沢に落ち着き、静かな時を過ごす。しかし、シベリア出兵中の日本軍にはハルビン現地で料理屋などをやりながらスパイとして働く人が必要で、染乃とイワーノフはこれを断ると、軍部とその仲間から迫害を受けて、イワーノフは亡くなる。染乃は日本を捨てて、敦賀から再びシベリア行きの船に乗る1925年でこの小説は終わる。

## 書籍
- 1969年～1978年 (全四巻) 新潮社
- 1974年『五木寛之作品集 16』文藝春秋
- 1981年7月『五木寛之小説全集 第10 - 11巻』講談社
- 1982年1月 (上中下巻) 新潮文庫
- 1996年12月 (上下巻) 新潮文庫
- 2010年8月 (上下巻) 角川文庫

## テレビドラマ

### 1970年版
1970年1月12日〜1月30日にNHK「銀河ドラマ」(月曜〜金曜21時00分〜21時30分）にて放送された連続スタジオドラマ。同枠20作目。カラー作品。全15回。NHK東京制作。

#### キャスト（1970年版）
- 染乃 …………………… 浅丘ルリ子
- イワーノフ少尉 ………… 高橋幸治
- 雁木機一郎 …………… 小山田宗徳
- ハツ  …………………… 杉村春子
- 三蔵 …………………… 辰巳柳太郎
- 作爺 …………………… 宇野重吉
- 石河原大尉 …………… 南原宏治
- 周 ……………………… 田村正和
- 北前の徹 ……………… 寺田農
- 花田屋 ………………… 神田隆
- 石垣 …………………… 三津田健
- 森戸院長 ……………… 中村俊一
- 小夜 …………………… 幸田弘子
- 忠吉 …………………… 山本耕一
- 荒井 ……………………日恵野晃
- 太田 ……………………高桐真
- カンタークージン大佐  … 大月ウルフ
- 森雅之
- 奈良岡朋子
- 江角英明
- 姉川ローサ
- ナレーター ……………竹内三郎

#### スタッフ（1970年版）
- 脚本・高橋玄洋
- 演出・和田勉
- 音楽・入野義郎
- 企画・近藤晋
- 制作・広江均

### 1973年版
1973年4月30日〜6月15日にフジテレビ「ライオン奥様劇場」にて放送された連続テレビ映画。カラー作品。全35回。「奥様劇場」第68作。歌舞伎座テレビ室の制作としては6作目にあたる。平均視聴率7.9％、最高視聴率9.8％（いずれもビデオリサーチ調べ）。スタッフとして進行を務めていた杉浦孝昭（おすぎ）が女郎役で出演。神田隆はNHK版と同じ役で配役された。イワーノフ役を演じた石崎二郎は佐分利信の子息。

#### キャスト（1973年版）
- 染乃 …………………… 岡田茉莉子
- イワーノフ少尉………… 石崎二郎
- 雁木機一郎 …………… 江原真二郎
- ハツ …………………… 市川翠扇
- 石河原大尉 …………… 二瓶秀雄
- 花田屋 ………………… 神田隆
- 源田少佐 ……………… 田中浩
- 忠吉 …………………… 山本一郎（結城市朗）
- 范 ………………………沢村正一
- 美根子 …………………柴田英子
- 利根はる恵
- 竹下景子
- 永井柳太郎 (俳優)
- 松原光二
- ピーター・ウィリアムス
- 杉浦孝昭
- ナレーター …………… 高橋昌也

#### スタッフ（1973年版）
- 脚本・竹内勇太郎、宮内婦貴子
- 監督・八木美津雄、宮下泰彦
- 音楽・牧野由多可
- 企画・大塚貞夫
- 制作・歌舞伎座テレビ室、フジテレビ

| フジテレビ ライオン奥様劇場               | フジテレビ ライオン奥様劇場        | フジテレビ ライオン奥様劇場          |
| 前番組                                    | 番組名                             | 次番組                               |
| ----------------------------------------- | ---------------------------------- | ------------------------------------ |
| 愛と悲しみのとき （1973.3.5 - 1973.4.27） | 朱鷺の墓 （1973.4.30 - 1973.6.15） | 二人だけの朝 （1973.6.18- 1973.8.3） |

## 演劇
- 1973年、松竹現代劇にて舞台化。(朱鷺の墓 松竹現代劇 第二回特別公演)
- 1979年、宝塚歌劇団によってミュージカル化。詳細は別項「白夜わが愛」を参照。

## 漫画
1979年12月『白夜わが愛 - 朱鷺の墓より』(全二巻) 柴田あや子 集英社